# Јустас Фландријски
Јустас Фландријски или Јустас од Еноа (умро после 1217) је био припадник Фландријске династије, брат латинских царева Балдуина I и Хенрика, као и регент Солунске краљевине од 1209. до 1216. године.

## Биографија
Јустас је био син Балдуина V од Еноа и Маргарете Фландријске. Браћа су му била прва два латинска цара - Балдуин (1204–1205) и Хенрик (1205–1216). Јустасова браћа учествовала су у Четвртом крсташком рату у коме је освојен Цариград и формиран низ крсташких држава. Јустас у рату није учествовао, али се помиње међу високим племићима Латинског царства 1206. године. Очигледно је био један од племића који су након оснивања Латинског царства позвани да се населе из северне Француске. Године 1208. послат је на Родопе како би се борио против побуњеног Алексија Словена. На лето 1209. године Хенри је сузбио побуну локалних властодржаца Солунске краљевине и ставио државу под управу свог брата Јустаса. Јустас је тамо владао заједно са Бертолдом од Каценелнборгена, као вицекраљ, поред малолетног Димитрија, наследника Бонифација Монфератског. Епирски деспот Михаило I Дука Комнин послао је изасланике како би склопили савез. У склопу договора Хенрика и Михаила, епирски деспот прихватио је врховну власт латинског цара, а Јустас се оженио Михаиловом ћерком и добио трећину његових земаља у мираз. У изворима се Јустас последњи пут јавља априла 1217. године, на крунисању новог латинског цара, Петра Куртенеа. Супруга Петра била је Јустасова сестра Јоланда Фландријска. Јустас је вероватно пратио Петра у походу на Епир. Пао је у заробљеништво Теодора Дуке Комнина. У заробљеништву је и умро. Тачна година смрти Јустаса Фландријског није позната.